# Grand Prix automobile des Pays-Bas 2023
GP précédent GP suivant
Le Grand Prix automobile des Pays-Bas 2023 (Formula 1 Heineken Dutch Grand Prix 2023), disputé le 27 août 2023 sur le circuit de Zandvoort, est la 1092e épreuve du championnat du monde de Formule 1 courue depuis 1950. Il s'agit de la 34e édition du Grand Prix des Pays-bas comptant pour le championnat du monde de Formule 1 et de la quatorzième manche du championnat 2023. Il marque la sortie de la trêve estivale, un mois après le Grand Prix de Belgique et le début de la deuxième partie de la saison.
La troisième phase des qualifications, à laquelle notamment Lewis Hamilton n'a pas accédé, est tout d'abord interrompue au drapeau rouge par le crash de l'inattendu Logan Sargeant. Après l'évacuation de sa Williams et la réparation des barrières et alors qu'il ne reste que quatre minutes, Charles Leclerc tape latéralement les protections et provoque une deuxième drapeau rouge au moment où Lando Norris détient le meilleur temps et Max Verstappen seulement le troisième. Les huit pilotes restants se lancent alors dans une ultime tentative et, pour la plus grande joie de l'Oranjegekte qui colore les tribunes, Verstappen s'empare de sa vingt-huitième pole position, la huitième de la saison, en distançant Norris d'une demi-seconde. George Russell, troisième, part en deuxième ligne devant Alexander Albon, qui a figuré dans le Top 6 de toutes les séances d'essais. Les Espagnols Fernando Alonso et Carlos Sainz se partagent la troisième ligne, suivis par Sergio Pérez et Oscar Piastri. Leclerc et Sargeant s'élancent de la cinquième ligne.

## Pneus disponibles
| Pneus pour piste sèche | Pneus pour piste sèche | Pneus pour piste sèche | Pneus pluie    | Pneus pluie |
| ---------------------- | ---------------------- | ---------------------- | -------------- | ----------- |
| Durs (Type C1)         | Medium (Type C2)       | Tendres (Type C3)      | Intermédiaires | Pluie       |

## Essais libres

### Première séance, le vendredi de 11 h 30 à 12 h 30
| Pos. | Pilote          | Voiture               | Chrono         | Écart     |
| ---- | --------------- | --------------------- | -------------- | --------- |
| 1    | Max Verstappen  | Red Bull-Honda RBPT   | 1 min 11 s 852 |           |
| 2    | Fernando Alonso | Aston Martin-Mercedes | 1 min 12 s 130 | + 0 s 278 |
| 3    | Lewis Hamilton  | Mercedes              | 1 min 12 s 225 | + 0 s 373 |
| 4    | Sergio Pérez    | Red Bull-Honda RBPT   | 1 min 12 s 323 | + 0 s 471 |
| 5    | Alexander Albon | Williams-Mercedes     | 1 min 12 s 447 | + 0 s 595 |
| 6    | Lando Norris    | McLaren-Mercedes      | 1 min 12 s 460 | + 0 s 608 |

- Robert Shwartzman, pilote-essayeur pour Ferrari, remplace Carlos Sainz Jr. au volant de la SF-23 lors de cette séance d'essai ; il réalise le dernier temps de la session[4] ;
- À une vingtaine de minutes du terme, Nico Hülkenberg part en tête-à-queue à la sortie du virage no 13 et tape légèrement le mur de pneus ; la séance est interrompue au drapeau rouge durant une dizaine de minutes[5] ;
- Lance Stroll, malade depuis la veille et victime d'un ennui de moteur, n'a pas réalisé de temps[5].

### Deuxième séance, le vendredi de 15 h à 16 h
| Pos. | Pilote          | Voiture               | Chrono         | Écart     |
| ---- | --------------- | --------------------- | -------------- | --------- |
| 1    | Lando Norris    | McLaren-Mercedes      | 1 min 11 s 330 |           |
| 2    | Max Verstappen  | Red Bull-Honda RBPT   | 1 min 11 s 353 | + 0 s 023 |
| 3    | Alexander Albon | Williams-Mercedes     | 1 min 11 s 599 | + 0 s 269 |
| 4    | Lewis Hamilton  | Mercedes              | 1 min 11 s 638 | + 0 s 308 |
| 5    | Yuki Tsunoda    | AlphaTauri-Honda RBPT | 1 min 11 s 720 | + 0 s 390 |
| 6    | Pierre Gasly    | Alpine-Renault        | 1 min 11 s 766 | + 0 s 436 |

- Oscar Piastri perd le contrôle de sa McLaren, tape les barrières dans le virage no 3 et laisse sa McLaren en travers de la piste alors que Daniel Ricciardo arrive et monte sur le haut du banking en voulant dépasser une voiture par l'extérieur. Il se retrouve dès lors face à la MCL60, bloque ses roues pour l'éviter, tape à son tour le mur et se blesse à la main après un retour de volant assez violent. La séance, interrompue au drapeau rouge, reprend alors qu'il reste trente-sept minutes[7],[8].

### Troisième séance, le samedi de 10 h 30 à 11 h 30
| Pos. | Pilote          | Voiture               | Chrono         | Écart     |
| ---- | --------------- | --------------------- | -------------- | --------- |
| 1    | Max Verstappen  | Red Bull-Honda RBPT   | 1 min 21 s 631 |           |
| 2    | George Russell  | Mercedes              | 1 min 22 s 010 | + 0 s 379 |
| 3    | Sergio Pérez    | Red Bull-Honda RBPT   | 1 min 22 s 631 | + 1 s 000 |
| 4    | Fernando Alonso | Aston Martin-Mercedes | 1 min 22 s 634 | + 1 s 003 |
| 5    | Lewis Hamilton  | Mercedes              | 1 min 22 s 723 | + 1 s 092 |
| 6    | Alexander Albon | Williams-Mercedes     | 1 min 22 s 750 | + 1 s 119 |

- Blessé dans l'accident survenu lors de la deuxième séance d'essais libres, Daniel Ricciardo est forfait pour la suite du Grand Prix des Pays-Bas. Bien que s'étant extrait seul de son AlphaTauri, Ricciardo s'est plaint d'une douleur à la main gauche et a été transporté au centre médical du circuit puis transféré à l'hôpital pour des examens complémentaires qui ont mis en évidence une fracture d'un métacarpe. Ricciardo manquera également le Grand Prix d'Italie[10] ;
- Liam Lawson, pilote-essayeur de la Scuderia AlphaTauri, remplace Daniel Ricciardo au volant de l'AT04 pour la suite du weekend ; il réalise le dix-huitième temps de la session[11] ;
- Kevin Magnussen perd le contrôle de sa Haas au virage no 3 lors de son tour de sortie, tape le mur et casse les deux suspensions du côté gauche et son aileron avant ; la séance reprend après une dizaine de minutes de neutralisation. Le drapeau rouge est à nouveau brandi peu avant la mi-séance après une sortie de piste de Zhou Guanyu, en manque d'adhérence dans le virage no 13 ; parti en tête-à-queue, il termine son embardée dans le bac à graviers. Liam Lawson part ensuite à son tour en tête-à-queue dans le même virage et tape légèrement le rail ; immobilisé en sens inverse, il provoque un nouveau drapeau rouge puis regagne les stands par ses propres moyens[12].

## Séance de qualifications

### Résultats des qualifications
| Pos.                                                                                      | Pilote           | Écurie                | Qualifications 1 | Qualifications 2 | Qualifications 3 |
| ----------------------------------------------------------------------------------------- | ---------------- | --------------------- | ---------------- | ---------------- | ---------------- |
| 1                                                                                         | Max Verstappen   | Red Bull-Honda RBPT   | 1 min 20 s 965   | 1 min 18 s 856   | 1 min 10 s 567   |
| 2                                                                                         | Lando Norris     | McLaren-Mercedes      | 1 min 21 s 276   | 1 min 19 s 769   | 1 min 11 s 104   |
| 3                                                                                         | George Russell   | Mercedes              | 1 min 21 s 345   | 1 min 19 s 620   | 1 min 11 s 294   |
| 4                                                                                         | Alexander Albon  | Williams-Mercedes     | 1 min 20 s 939   | 1 min 19 s 399   | 1 min 11 s 419   |
| 5                                                                                         | Fernando Alonso  | Aston Martin-Mercedes | 1 min 21 s 840   | 1 min 19 s 429   | 1 min 11 s 506   |
| 6                                                                                         | Carlos Sainz Jr. | Ferrari               | 1 min 21 s 321   | 1 min 19 s 929   | 1 min 11 s 754   |
| 7                                                                                         | Sergio Pérez     | Red Bull-Honda RBPT   | 1 min 21 s 972   | 1 min 19 s 856   | 1 min 11 s 880   |
| 8                                                                                         | Oscar Piastri    | McLaren-Mercedes      | 1 min 21 s 231   | 1 min 19 s 392   | 1 min 11 s 938   |
| 9                                                                                         | Charles Leclerc  | Ferrari               | 1 min 22 s 019   | 1 min 19 s 600   | 1 min 12 s 665   |
| 10                                                                                        | Logan Sargeant   | Williams-Mercedes     | 1 min 22 s 036   | 1 min 20 s 067   | 1 min 16 s 748   |
| 11                                                                                        | Lance Stroll     | Aston Martin-Mercedes | 1 min 21 s 570   | 1 min 20 s 121   |                  |
| 12                                                                                        | Pierre Gasly     | Alpine-Renault        | 1 min 21 s 735   | 1 min 20 s 128   |                  |
| 13                                                                                        | Lewis Hamilton   | Mercedes              | 1 min 21 s 919   | 1 min 20 s 151   |                  |
| 14                                                                                        | Yuki Tsunoda     | AlphaTauri-Honda RBPT | 1 min 21 s 781   | 1 min 20 s 230   |                  |
| 15                                                                                        | Nico Hülkenberg  | Haas-Ferrari          | 1 min 21 s 891   | 1 min 20 s 250   |                  |
| 16                                                                                        | Zhou Guanyu      | Alfa Romeo-Ferrari    | 1 min 22 s 067   |                  |                  |
| 17                                                                                        | Esteban Ocon     | Alpine-Renault        | 1 min 22 s 110   |                  |                  |
| 18                                                                                        | Kevin Magnussen  | Haas-Ferrari          | 1 min 22 s 192   |                  |                  |
| 19                                                                                        | Valtteri Bottas  | Alfa Romeo-Ferrari    | 1 min 22 s 260   |                  |                  |
| 20                                                                                        | Liam Lawson      | AlphaTauri-Honda RBPT | 1 min 23 s 420   |                  |                  |
| Temps minimal à réaliser pour la qualification : 1 min 26 s 604 (107 % de 1 min 20 s 939) |                  |                       |                  |                  |                  |

- Alors que la troisième phase des qualifications commence sur une piste encore mouillée, les pilotes sortent soit directement en pneus tendres, soit en intermédiaires avant de rapidement les changer[14]. La séance est interrompue deux fois au drapeau rouge. Alors qu'il reste huit minutes et qu'Alexander Albon détient le meilleur temps, Logan Sargeant fait un tout droit dans les protections. Le temps que la Williams soit dégagée et les barrières en TecPro remises en place, tous se relancent en pneus pour piste sèche ; les pilotes McLaren, Lando Norris et Oscar Piastri, réalisent, ainsi chaussés, les deux meilleurs temps. À quatre minutes du terme, Charles Leclerc tape latéralement dans les barrières, provoquant un nouveau drapeau rouge. À la reprise, Max Verstappen s'empare de la pole position avec une demi-seconde d'avance sur Norris[14].

### Grille de départ
- Yuki Tsunoda, auteur du quatorzième des qualifications, est pénalisé d'un recul de trois places sur la grille pour avoir gêné Lewis Hamilton en fin de Q2, à la sortie du virage no 13 ; il s'élance dix-septième. Lewis Hamilton a également été gêné, en Q1, par Lance Stroll mais les commissaires ont estimé que le pilote Aston Martin ne pouvait pas agir autrement et n'a pas été sanctionné[15].

## Course

### Classement de la course
| Pos. | no | Pilote           | Écurie                | Tours | Temps/Abandon                     | Grille  | Points |
| ---- | -- | ---------------- | --------------------- | ----- | --------------------------------- | ------- | ------ |
| 1    | 1  | Max Verstappen   | Red Bull-Honda RBPT   | 72    | 2 h 24 min 04 s 411               | 1       | 25     |
| 2    | 14 | Fernando Alonso  | Aston Martin-Mercedes | 72    | + 3 s 744                         | 5       | 18 + 1 |
| 3    | 10 | Pierre Gasly     | Alpine-Renault        | 72    | + 7 s 058                         | 12      | 15     |
| 4    | 11 | Sergio Pérez     | Red Bull-Honda RBPT   | 72    | + 10 s 068 (dont 5 s de pénalité) | 7       | 12     |
| 5    | 55 | Carlos Sainz Jr. | Ferrari               | 72    | + 12 s 541                        | 6       | 10     |
| 6    | 44 | Lewis Hamilton   | Mercedes              | 72    | + 13 s 209                        | 13      | 8      |
| 7    | 4  | Lando Norris     | McLaren-Mercedes      | 72    | + 13 s 232                        | 2       | 6      |
| 8    | 23 | Alexander Albon  | Williams-Mercedes     | 72    | + 15 s 155                        | 4       | 4      |
| 9    | 81 | Oscar Piastri    | McLaren-Mercedes      | 72    | + 16 s 580                        | 8       | 2      |
| 10   | 31 | Esteban Ocon     | Alpine-Renault        | 72    | + 18 s 346                        | 16      | 1      |
| 11   | 18 | Lance Stroll     | Aston Martin-Mercedes | 72    | + 20 s 087                        | 11      |        |
| 12   | 27 | Nico Hülkenberg  | Haas-Ferrari          | 72    | + 20 s 840                        | 14      |        |
| 13   | 40 | Liam Lawson      | AlphaTauri-Honda RBPT | 72    | + 26 s 147                        | 19      |        |
| 14   | 77 | Valtteri Bottas  | Alfa Romeo-Ferrari    | 72    | + 27 s 388                        | 18      |        |
| 15   | 22 | Yuki Tsunoda     | AlphaTauri-Honda RBPT | 72    | + 29 s 893 (dont 5 s de pénalité) | 17      |        |
| 16   | 20 | Kevin Magnussen  | Haas-Ferrari          | 72    | + 31 s 410 (dont 5 s de pénalité) | pitlane |        |
| 17   | 63 | George Russell   | Mercedes              | 72    | + 55 s 754                        | 3       |        |
| Abd. | 24 | Zhou Guanyu      | Alfa Romeo-Ferrari    | 62    | Accident                          | 15      |        |
| Abd. | 16 | Charles Leclerc  | Ferrari               | 41    | Fond plat                         | 9       |        |
| Abd. | 2  | Logan Sargeant   | Williams-Mercedes     | 14    | Accident                          | 10      |        |

### Pole position et record du tour
- Pole position :  Max Verstappen (Red Bull-Honda RBPT) en 1 min 10 s 567 (217,274 km/h)[17].
- Meilleur tour en course :  Fernando Alonso (Aston Martin) 1 min 13 s 837 (207,651 km/h) au cinquante-sixième et dernier tour ; deuxième de l'épreuve, il remporte le point bonus associé[18].

### Tours en tête
- Max Verstappen (Red Bull-Honda RBPT) : 61 tours (1 / 13-72)[19]
- Lando Norris (McLaren-Mercedes) : 1 tour (2)
- Sergio Pérez (Red Bull-Honda RBPT) : 10 tours (3-12)

## Classements généraux à l'issue de la course
| Pos. | Pilote           | Écurie                | Points |
| ---- | ---------------- | --------------------- | ------ |
| 1    | Max Verstappen   | Red Bull-Honda RBPT   | 339    |
| 2    | Sergio Pérez     | Red Bull-Honda RBPT   | 201    |
| 3    | Fernando Alonso  | Aston Martin-Mercedes | 168    |
| 4    | Lewis Hamilton   | Mercedes              | 156    |
| 5    | Carlos Sainz Jr. | Ferrari               | 102    |
| 6    | Charles Leclerc  | Ferrari               | 99     |
| 7    | George Russell   | Mercedes              | 99     |
| 8    | Lando Norris     | McLaren-Mercedes      | 75     |
| 9    | Lance Stroll     | Aston Martin-Mercedes | 47     |
| 10   | Pierre Gasly     | Alpine-Renault        | 37     |
| 11   | Esteban Ocon     | Alpine-Renault        | 36     |
| 12   | Oscar Piastri    | McLaren-Mercedes      | 36     |
| 13   | Alexander Albon  | Williams-Mercedes     | 15     |
| 14   | Nico Hülkenberg  | Haas-Ferrari          | 9      |
| 15   | Valtteri Bottas  | Alfa Romeo-Ferrari    | 5      |
| 16   | Zhou Guanyu      | Alfa Romeo-Ferrari    | 4      |
| 17   | Yuki Tsunoda     | AlphaTauri-Honda RBPT | 3      |
| 18   | Kevin Magnussen  | Haas-Ferrari          | 2      |

| Pos. | Écurie                | Points |
| ---- | --------------------- | ------ |
| 1    | Red Bull-Honda RBPT   | 540    |
| 2    | Mercedes              | 255    |
| 3    | Aston Martin-Mercedes | 215    |
| 4    | Ferrari               | 201    |
| 5    | McLaren-Mercedes      | 111    |
| 6    | Alpine-Renault        | 73     |
| 7    | Williams-Mercedes     | 15     |
| 8    | Haas-Ferrari          | 11     |
| 9    | Alfa Romeo-Ferrari    | 9      |
| 10   | AlphaTauri-Honda RBPT | 3      |

## Statistiques
Le Grand Prix des Pays-Bas 2023 représente :
- la 28e pole position de Max Verstappen, sa huitième de la saison[22] ;
- la 46e victoire de Max Verstappen, sa onzième de la saison[23] ;
- la 105e victoire de Red Bull, la treizième de la saison en autant d'épreuves disputées[24] ;
- la 13e victoire de Honda RBPT en tant que motoriste, invaincu à ce point de la saison[25] ;
- le 1er meilleur tour en course pour Aston Martin F1 Team, grâce à Fernando Alonso[26].

Au cours de ce Grand Prix :
- Red Bull Racing, avec une série de 13 victoires consécutives dans la même saison bat son record établi lors de l'épreuve précédente[27] ;
- Red Bull Racing, avec une série de 14 victoires consécutives (à cheval sur deux exercices) améliore son précédent record[27] ;
- Max Verstappen, avec une série de 9 victoires consécutives égale le record établi par Sebastian Vettel, également avec Red Bull Racing, entre le Grand Prix de Belgique et le Grand Prix automobile du Brésil en 2013[28] ;
- Sergio Pérez passe la barre des 1 400 points inscrits en Formule 1 (1 402 points)[29] ;
- Lando Norris passe la barre des 500 points inscrits en Formule 1 (503 points)[30] ;
- Esteban Ocon atteint la barre des 400 points inscrits en Formule 1[31] ;
- Fernando Alonso est élu « pilote du jour » à l'issue d'un vote organisé sur le site officiel de la Formule 1[32] ;
- 20 ans, 5 mois et 4 jours séparent les premier et dernier podiums obtenus par Fernando Alonso, son premier datant du Grand Prix de Malaisie 2003 ; il bat le record établi par Michael Schumacher (20 ans, 3 mois et 2 jours) entre le Grand Prix du Mexique 1992 et le Grand Prix d'Europe 2012[33] ;
- 20 ans, 2 mois et 12 jours séparent les premier et dernier meilleurs tours réalisés par Fernando Alonso, son premier datant du Grand Prix du Canada 2003 ; il bat le record établi par Michael Schumacher (19 ans, 10 mois et 22 jours) entre le Grand Prix de Belgique 1992 et le Grand Prix d'Allemagne 2012[34] ;
- Derek Warwick (146 départs en Grands Prix entre 1981 et 1993, quatre podiums, 71 points inscrits) est nommé conseiller par la FIA pour aider dans leurs jugements le groupe des commissaires de course[35].